# Wurtzite
La wurtzite è un minerale, un solfuro di zinco e ferro.

## Etimologia
Il minerale prende il nome dal chimico francese Charles A. Wurtz.

## Nome del minerale in altre lingue[3]
- Polacco: Wurcyt
- Tedesco: Wurtzit
- Olandese: Wurtziet
- Catalano, spagnolo: Wurzita
- Ucraino, russo: Вюртцит

## Abito cristallino
Cristalli radiali, tabulari.

## Origine e giacitura
Genesi idrotermale. Reperibile in vene ricche di solfuri. In qualche giacimento metallifero affianca la blenda, la marcasite ed altri solfuri, ma si trova anche in marmi e dolomie cristalline.
Reperibile in Repubblica Ceca, Slovacchia, Germania, Ungheria, Romania, Perù.

## Forma in cui si presenta in natura
In cristalli piramidali, aggregati raggiati o concentrici.

## Caratteristiche chimico-fisiche
La struttura del minerale consiste in zinco coordinato tetraedricamente e atomi di zolfo che si trovano in un pattern ABABAB. La struttura è strettamente legata a quella della lonsdaleite, o diamante esagonale.
I parametri di cella sono:
- a = b = 3.82 Å[3] = 382 pm
- c = 6.26 Å[3] = 626 pm

La wurzite può avere vari altri componenti, incluso AgI, ZnO, CdS, CdSe, GaN, AlN, ed altri semiconduttori.  Nella maggior parte dei suddetti casi, la wurzite non la forma più favorita del blocco cristallino, ma può essere favorita in alcune strutture nanocristalline.
Composizione chimica:
- Zinco 60,96%
- Ferro 5,79%
- Zolfo 32,33%

Peso molecolare: 96,50 g/mol
Fluorescenza: rosso-aranciata
Dati fotoelettricità:
- PE = 3,83 barn/cc
- ρ densità elettroni= 131.76 barn/cc

GRapi = 0  (non radioattiva)
Il minerale è solubile facilmente negli acidi.

## Come riconoscere la wurtzite dalla blenda
Seppure il colore dei due minerali sia simile, la wurtzite è meno cristallizzata della blenda. Tuttavia esiste un minerale intermedio detto schalenblende.

## Località di ritrovamento
- In Europa: Baia Sprie (Romania), Liskeard in Cornovaglia (Regno Unito), Lengenbach nella Binntal (Svizzera). In Italia si trova nel marmo di Carrara[2].
- Nelle Americhe: Castro Virreyna (Perù), Oruro, Llallagna, Chocaya presso Potosí (Bolivia), Butte nel Montana, Mackay nell'Idaho, Etna nel Pennsylvania, nella regione di Joplin nell Missouri (USA)[2].
- Resto del mondo: Tsumeb (Namibia)[2].